# پیسیدیه

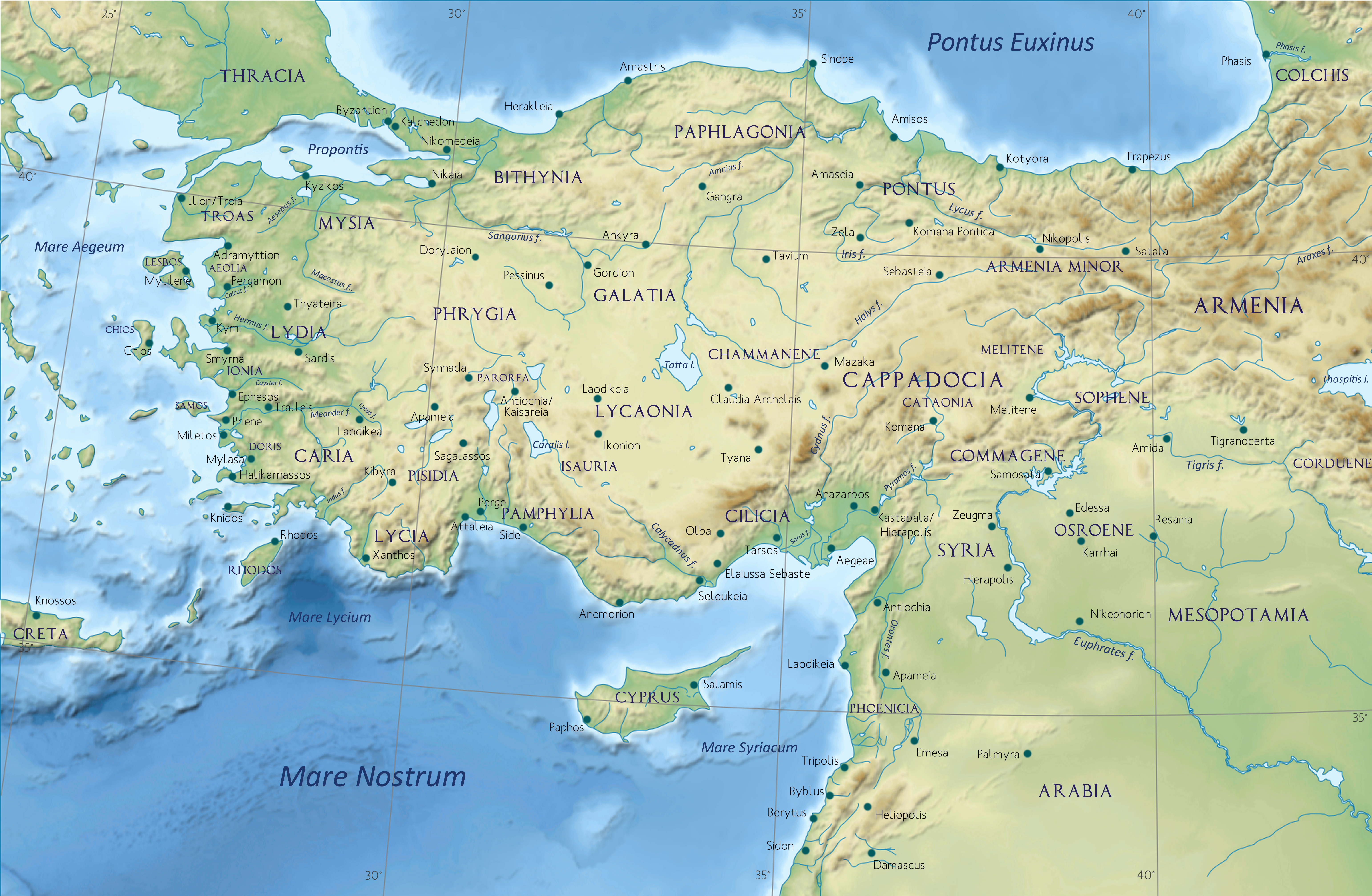
آسیای صغیر یونانی-رومی، از جمله پیسیدیه.

پیسیدیا ( ‎/pɪˈsɪdiə/‎ ؛ زبان یونانی: Πισιδία , Pisidía ; ترکی استانبولی: Pisidya) منطقه‌ای از آسیای صغیر باستان بود که در شمال پامفیلیه، شمال شرقی لیکیه، غرب ایزوریه و کیلیکیه، و جنوب فریگیه قرار داشت،  که تقریباً مربوط به استان امروزی آنتالیا در ترکیه است. از جمله سکونتگاه های پیسیدیه ، انطاکیه (یا) در پیسیدیه، ترمسوس، کرمنا ، ساگالاسوس،اتنا ،نئاپولیس، سلگه، تیراکوم، لائودیسه کاتاکاکومن و فیلوملیوم بودند.

## جغرافیا
اگرچه پیسیدیه به دریای مدیترانه نزدیک است، اما آب و هوای گرم جنوب نمی‌تواند از ارتفاعات کوه های توروس عبور کند. آب و هوا برای زمین‌های چوبی بسیار خشک است، اما گیاهان زراعی در مناطقی می‌رویند که آب از کوه‌ها تامین می‌شود، که میانگین بارندگی سالانه آنها c. ۱۰۰۰ میلی‌متر در قله ها و ۵۰۰ میلی‌متر در شیب‌ها این آب فلات را تغذیه می‌کند. شهرهای پیسید که بیشتر در دامنه‌ها بنا شده بودند از این حاصلخیزی بهره می‌بردند. خاک آبی برای کاشت میوه و دامداری بسیار مناسب است.